# Kurt Barthel (Regisseur)
Kurt Barthel (* 30. Januar 1931 in Berlin; † 3. Januar 2014 in Potsdam-Babelsberg) war ein deutscher Regisseur und Drehbuchautor.

## Leben
Barthel ließ sich nach Ende der Schulzeit von 1946 bis 1949 zum Autoschlosser ausbilden und arbeitete anschließend unter anderem als Traktorist. Parallel dazu holte er sein Abitur nach und machte 1956 seinen Abschluss an der Arbeiter-und-Bauern-Fakultät in Potsdam. Anschließend studierte er an der Deutschen Hochschule für Filmkunst Potsdam-Babelsberg und beendete sein Studium 1961 mit der Diplomarbeit Die Filmkunst im Zeichen der Literatur – Über die Möglichkeiten des epischen Films und dem Diplomfilm SPW vor.
Barthel kam als Regie-Assistent an das DEFA-Studio für Spielfilme und arbeitete unter anderem mit Heinz Thiel, Joachim Hasler und Konrad Wolf zusammen. Während der Dreharbeiten zu Der geteilte Himmel lernte Barthel 1963 Christa Wolf kennen, die gemeinsam mit ihrem Ehemann Gerhard Wolf das Drehbuch zu Fräulein Schmetterling schrieb, das Barthels Regiedebüt werden sollte. Der Film wurde jedoch im Rohschnitt 1966 nach dem XI. Plenum des ZK der SED verboten und erst 2005 in einer Montage-Fassung uraufgeführt.
Barthels weitere Filmideen, darunter eine gemeinsam mit Claus-Ulrich Wiesner konzipierte Gespenstergeschichte zwischen DDR und BRD, wurden nicht realisiert. Nach Vermittlung durch Inge Wüste führte Barthel 1968 beim Jugendfilm Die Nacht im Grenzwald Regie. „Es war eine reine Brotarbeit, ich machte sie lustlos, ordentliches Handwerk, aber nicht mehr“, so Barthel rückblickend. Die zeitgenössische Kritik der DDR bezeichnete den Film als „unbefriedigend“. Als Barthel angeboten wurde, erneut als Regie-Assistent tätig zu werden, lehnte er ab. Stattdessen ging er 1970 als Autor und Regisseur zum Kurzfilmstudio der DEFA, wo er bis 1991 als Regisseur zahlreiche Kurz- und Dokumentarfilme, vor allem populärwissenschaftliche Arbeiten und Lehrfilme, drehte. Seit 1991 war er freischaffend als Regisseur und Drehbuchautor tätig.
Barthel hat drei Kinder und lebte mit seiner zweiten Ehefrau, der Schnittmeisterin Petra Barthel, in Potsdam-Babelsberg.

## Filmografie (Auswahl)
- 1962: Die Festung am Rhein (als Regie-Assistent)
- 1962: Der Kinnhaken (als Regie-Assistent)
- 1963: Nebel (als Regie-Assistent)
- 1964: Der geteilte Himmel (als Regie-Assistent)
- 1966: Fräulein Schmetterling (als Regisseur)
- 1968: Die Nacht im Grenzwald (als Regisseur)
- 1973: Ordnung und Sicherheit (Unterrichtungsfilm, 10 Folgen, Regie und Drehbuch)
- 1973: Maxe im Straßenverkehr (TV, 10 Folgen, Regie und Drehbuch)
- 1975: Backsteingotik in der DDR (TV-Dokumentarfilm, als Regisseur)
- 1979: Mensch halt dich fest (Kurzfilm, Regie und Drehbuch)
- 1982: Zug um Zug (Kurzfilm, Regie und Drehbuch)
- 1985: Achtung! Kinder! (Regie, Szenarium)
- 1991: Märkische Herrenhäuser (TV-Dokumentarfilm, 6 Teile, Regie und Drehbuch)
- 1993: Frank Beyer – Zwischen den Zeiten (TV-Dokumentarfilm, als Regisseur)
- 2002: Gegen Gewalt – 3 Projekte gegen Gewalt (TV-Dokumentarfilm, als Drehbuchautor)